# رابرت کوپر (بازیکن فوتبال)
رابرت کوپر (انگلیسی: Robert Cooper؛ زادهٔ) بازیکن فوتبال اهل بریتانیا است.
از باشگاه‌هایی که در آن بازی کرده‌است می‌توان به باشگاه فوتبال گریمزبی تاون اشاره کرد.